# (2414) Vibeke
(2414) Vibeke est un astéroïde de la ceinture principale extérieure découvert le 1er octobre 1931 par l'astronome allemand Karl Wilhelm Reinmuth. Le lieu de découverte est Heidelberg (024).